# Тузаклы
Тузаклы — деревня в Знаменском районе Омской области России. Входит в состав Шуховского сельского поселения.

## История
Основана в 1886 г. В 1928 г. состояла из 46 хозяйств, основное население — русские. Центр Тузаклинского сельсовета Знаменского района Тарского округа Сибирского края.

## Население
| 1926 | 2002 | 2010 |
| ---- | ---- | ---- |
| 279  | ↘169 | ↘121 |

Гендерный состав
По данным Всероссийской переписи населения 2010 года в гендерной структуре населения из 121 человек мужчин — 59, женщин — 62 (48,8 и 51,2 % соответственно)